# Ловець океану: Історія Одіссея
«Ловець океану: Історія Одіссея» ― сучасна психологічна українська проза Володимира Єрмоленко, опублікована у «Видавництві Старого Лева» у 2017 році, перевидана у 2023 році. «Ловець океану» є першим романом автора.
Ця книга є вільним продовженням «Одіссеї» Гомера. Одіссей, воїн і мандрівник, повертається на Ітаку після двадцяти років блукань. Але вдома не знаходить ані своєї дружини Пенелопи, ані свого сина Телемаха. Він розуміє, що рухався хибним життєвим шляхом і тепер мусить виправити свої помилки. Одіссей здійснює подорож у зворотному напрямку, від Ітаки до Трої, вдруге зустрічаючи різноманітних персонажів. Крок за кроком він дедалі краще розуміє головні сили, які скеровують його життя: кохання, смерть, провину, красу і втрату.

## Зміст
Одіссей зі своїми побратимами повертається на острів Ітака після 20-и років подорожей. Але на місці його будинку виявляється згарище, не лишилося жодних слідів дружини Пенелопи й сина Телемаха. Його батько Лаерт втратив розум і не впізнає сина. Одіссей вирішує знайти прихисток у царя Метіона, проте той уже помер, а замість Метіона править його лежачий син, який нічого не знає про Одіссея. Друг Ментес розповідає, що 2 роки тому був на Ітаці, коли до Пенелопи сваталося багато чоловіків. Але їхня подальша доля Ментесу невідома. Потім Менелай пояснює, що Пенелопа вирішила стати жрицею в невідомих землях, а Телемаха віддала йому на виховання. Змужнівши, Телемах покинув двір Менелая. Минає майже пів року і Одіссей вирішує плисти назад до Трої, бо більше не почувається потрібним на Ітаці.
Зібравши попередню команду, Одіссей вирушає в плавання. Він зустрічає в тумані сирен, які пропускають його, і сприймає це як знак, що Посейдон більше не гнівається на Одіссея. Наступний епізод (як і кожен епізод, пов'язаний з коханками Одіссея) наводиться від імені Навсикаї, що згадує своє кохання до Одіссея. Опинившись знову на її острові, Одіссей відчуває провину за те, що зрадив Пенелопі з Навсікаєю. Навсіка я ж, яка раніше відчувала боязнь і прив'язаність до Одіссея, запевняє, що позбулася болю від його втрати. Припливши потім до Каліпсо, Одіссей бачить, що вона зберігає його перстень. Але Одіссей розуміє, що Каліпсо байдужа йому і блукає лісами. Там він чує голос Артеміди й просить, щоб богиня перетворила Одіссея на дерево. Артеміда обіцяє позбавити Одіссея суму іншим чином в обмін на те, що він виведе з царства Аїда Актеона. Одіссей просить зробити Актеона після повернення з мертвих художником, бо «Краса лікує рани, що їх залишає пристрасть». Одіссей знову просить у Еола вітрів. Бог дає вітри з наміром, що це допоможе Одіссею врятувати чиїсь життя після того, як він втратив у подорожі багатьох воїнів. Отримавши підказку від Афіни, Одіссей перепливає Харибду. Як пояснює Афіна, Одіссей повинен пройти крізь очищення після минулих помилок. Сцилла вбиває побратимів Одіссея, оманливими обіцянками змусивши поглянути в її очі. Лише Одіссей ледве протистоїть обіцянці знову побачити дружину та сина. Коли він майже здається, Сциллу проганяє Іно. Одіссей обіцяє збудувати на її честь святилище. Іно каже, що боги заздрять людям. Адже люди смертні, тому все відчувають сильніше.
На наступному острові Одіссей зустрічає Кассандру та просить розповісти яким його бачили інші. Кассандра розповідає про його пригоди з точки зору Цирцеї. В її полоні, коли чаклунка перетворила Одіссеєву команду на тварин, Одіссей відчув страх, що його не впізнають, коли і він стане твариною. Потім він відвідує Цирцею, що більше не відчуває задоволення від проживання однакових днів у компанії своїх бранців. Чаклунка на прохання Одіссея перетворює тварин назад на людей і вони стають новою командою. Цирцея дає пораду як викликати тінь Тиресія, щоб потрапити в царство Аїда.
Знайшовши вхід до царства мертвих, Одіссей зустрічає свою матір і загиблих товаришів. Більшість втішені тим, що возз'єдналися в потойбіччі зі своїми родинами, але не всі вибачають Одіссея. Тінь Тиресія пояснює, що Пенелопа дізналася через жерців про зради Одіссея, тому присвятила себе служінню Діонісу. Тінь Аріадни розповідає про своє життя з Мінотавром, який був не потворою, а жорстоким чоловіком і примушував вшановувати його богиню Семелу. Тому Аріадна спокусила Мінотавра, щоб Тесей зненацька убив його. Та потім Тесей покинув Аріадну і вона познайомилася з Діонісом. Той дав їй настанову: радіти важким звершенням. Діоніс нагородив Аріадну оргіями, де вони двоє були в численних тілах. Згодом до Діоніса прибула Пенелопа, якій бог влаштував випробування. Пройшовши їх, Пенелопа зрозуміла, що справжнім коханням Одіссея була не вона чи інші жінки, а місто Троя.
Одіссей виводить Актеона в світ живих і лишає його на острові Делос для Артеміди. Частину своєї команди він лишає у Спарті та Мікенах, решта вирішують продовжити плавання. Досягнувши Трої, він бачить занепад і обіцяє відродити місто. Він очолює місто, організовує його відбудову та протистоїть невідомим нападникам. Щодня він надихає троянців промовами та вшановує загиблих. Пенелопа стає для нього ідеалом, якого він ніколи не торкнеться. Проте саме прагнення до недосяжного, за словами Діоніса, робить людей щасливими.

## Відгуки
Літературознавиця Світлана Ленська охарактеризувала «Ловець океану» як твір постмодерністський, у якому автор вибудовує на основі «Одіссеї» власний міф, історію каяття. Попри античне підґрунтя, роман містить багато християнських елементів і сюжетів (про блудного сина, про вселенський потоп, мотиви повернення, гріха й каяття тощо). На відміну від Гомерівського варіанту, тут поріг рідної домівки стає відправною точкою пошуку власної ідентичності героя. Водночас Володимир Єрмоленко зберігає найважливішу характеристику Одіссея — його аналітичні здібності.
Ірина Ніколайчук на сайті «Читомо» зробила висновок, що Єрмоленко робить акцент на універсальності мотиву подорожі Одіссея. Але і осмислення власного досвіду персонажами фрагментарне й уривчасте, і найчастіше завершується якимось «аж надміру універсалізованим висновком». Спокута Одіссея своєрідна і не передбачає прохання пробачити його. Швидше провина стає поштовхом до руху і веде до умовного щасливого фіналу. Врешті Одіссей виявляється для сучасних читачів «ще більш чужим, далеким і сповненим сумнівів і тривоги, аніж оригінальний Гомерів» і його важко назвати «одним з нас».
Згідно з Ксенією Рикун з «Суспільного», «Роман Володимира Єрмоленка — це книга про пошук себе, про своє місце у просторі й часі, а також про переосмислення й розплату. Окрім того, автор подає описи взаємин між чоловіками та жінками, прагнучи пояснити емоційну різницю між ними. Він намагається передати емоції, думки та почуття міфічних героїв, щодо яких із класичної „Одіссеї“ нам відомо лише про події, що з ними відбувалися».
Є однією з улюблених книг Емми Антонюк. «…я хочу сказати свою любов до „Ловець океану“, яку я прочитала і деякі речення хотіла би вчити напам'ять, щоб вони були завжди зі мною…».